# Bourse de Brême
La Bourse de Brême est une bourse de commerce qui date du début du XVIIe siècle, adossée aux activités commerciales du grand port de l'Allemagne du Nord puis devenue Bourse de valeurs au XXe siècle.

## Origines
À la fin du Moyen Âge, la Bremer Marktplatz et le passage du Liebfrauenkirchhof ont constitué les plus importants centres de commerce et d'industrie de Brême. Le désir de créer un marché d'échanges des marchandises central s'est présenté au début du XVIIe siècle. Par conséquent, en 1613, 28 petites maisons à l'extrémité sud du passage de Liebfrauenkirchhof ont été démolies. Vingt-et-une voûtes pour le stockage du vin ont été construites au cours des six années suivantes. L'espace vide entre les voûtes a permis d accueillir la plupart des activités de ce nouveau marché.

## La vieille Bourse

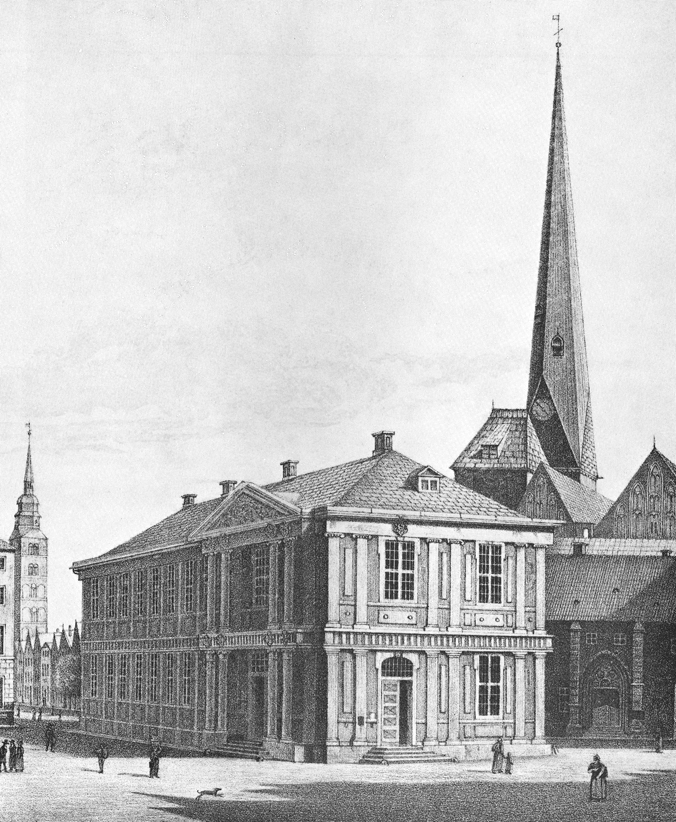
La Vieille Bourse (Alte Börse) avec l' Église de Notre-Dame (à droite) et de Saint-Ansgarii (à gauche en arrière-plan) en 1822

Compte tenu de la vétusté des voûtes et de l'augmentation constante du volume des échanges, le Sénat de Brême a émis l'Ordonnance du 14 mars 1682, à la suite de laquelle l'architecte Jean-Baptiste Broebes a commencé la construction d'une seule construction, dans le style Baroque au-dessus de la cave en 1687. Un deuxième édifice, conçu par Giselher von Warneck a été construit plus tard entre 1734 et 1736.
Ce bâtiment de style baroque est connu comme l'Ancienne bourse (Alte Börse). Au rez-de-chaussée il y a la salle de négoce et de la Loterie. Le bureau a été reconstruit vers la fin du XVIIIe siècle. Il y avait une grande salle de banquet et de deux petites salles pour des concerts, des mariages, des chambres de réceptions et d'événements similaires. L'activité de la vieille Bourse s'est concentrée principalement sur l'immobilier, les marchandises, et les transactions bancaires, mais les stocks de marchandises ont également été négociés.
Napoléon Ier et ses troupes ont occupé Brême, et la Bourse a été temporairement fermée par le Premier Empire français et l'activité transférée vers l'hôtel de ville de Brême, où le commerce a été en mesure de continuer. En octobre 1813, après la bataille de Leipzig (1813), qui a vu la défaite des Français, la Bourse a pu reprendre ses activités dans le bâtiment sur Liebfrauenkirchhof.
En 1816, les marchands de la Guilde publié un deuxième Ordonnance, avec l'appui du Sénat. La situation commerciale des marchands n'était pas très prometteuse à l'époque, mais s'est améliorée dans les années 1820 et très bientôt, l'espace de la Vieille Bourse a été jugée insuffisant. Une 3e Ordonnance a été publiée en 1849, qui accordait à la Chambre de Commerce le rôle de surveillance du commerce. À partir de 1853, cette Chambre de commerce a reçu le soutien de la Brême Exchange Association (Bremer Börsenverein), nouvellement créée. En outre, le bâtiment a divers tribunaux de la ville.
En 1864, le commerce a servi de levier à l'arrivée de la Nouvelle Bourse (Neue Börse) dans la Marktplatz. La vieille Bourse a été incendiée en 1888. Après la démolition des ruines, la cave voûtée a été abaissée et fait partie de la moderne Bachuskeller dans le Bremer Ratskeller.

## La Nouvelle Bourse

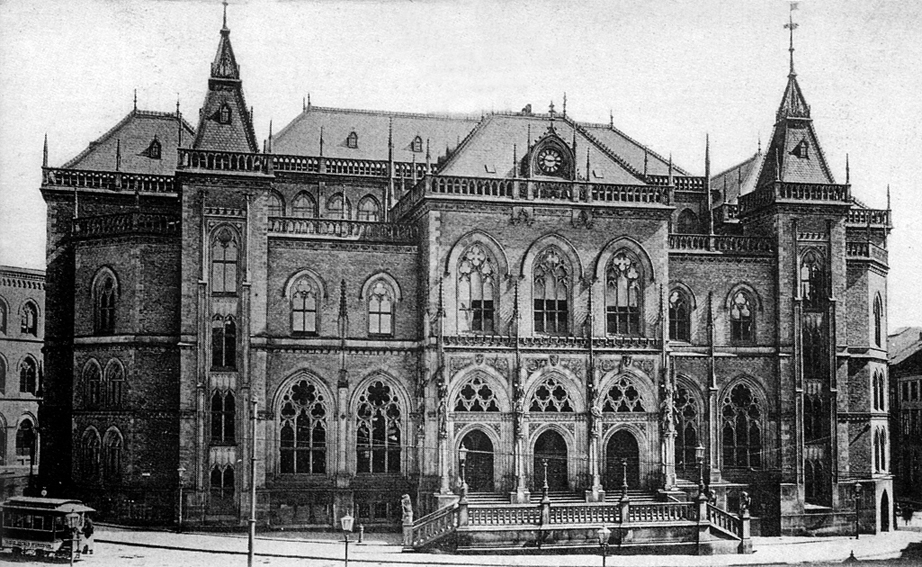
La Nouvelle Bourse (Neue Börse) dans la Marktplatz à la fin du XIXe siècle.

En 1855, la Chambre de Commerce de Brême et la Bourse sont convenues de la construction d'un nouveau bâtiment. À cette fin, elles avaient une zone sur le côté est de la Marktplatz, défrichée entre 1860 et 1863, et issue de la démolition des dix-sept anciennes maisons à pignons. Un nouveau centre commercial a été construit entre 1861 et 1864, sous la direction de Heinrich Müller, puis inauguré le 5 novembre 1864.
La Nouvelle Bourse (Neue Börse) sur la Marktplatz a été de Style néo-gothique, avec la construction de deux tours et un passage à la Schütting, les bureaux de la Chambre de Commerce de Brême. L'intérieur a été décoré par des artistes bien connus de l'époque, y compris les peintres Arthur Fitger et P. Janssen et le sculpteur Diedrich Samuel Kropp. Le bâtiment comprenait une grande salle, plusieurs chambres de comptage, une salle de réunion et des bureaux qui ont été également utilisés par la Bürgerschaft de Brême. En outre, il y a un restaurant dans le sous-sol, qui est toujours opérationnel.
Lorsque la nouvelle Bourse a ouvert, le commerce des valeurs mobilières ne représentait encore qu'une petite partie de ses activités, essentiellement l'échange de billets à ordre et de marchandises. Cela a évolué dans les années 1890 : ainsi, le 1er janvier 1890, une Bourse des valeurs a été mise en place, qui permettrait le négoce des actions et autres valeurs mobilières.
Par la suite, la Bourse de Brême a cru de façon de plus en plus importante et a renforcé ses liens avec d'autres bourses européennes.
Au cours de la révolution allemande de 1918-1919, la Nouvelle Bourse a été brièvement sous les feux des projecteurs, lorsque le politicien Alfred Henke a annoncé la saisie du pouvoir par un Conseil ouvrier et la dissolution du Sénat de Brême et de la Bürgerschaft, dans un hall de l'immeuble. En 1934, la Nouvelle Bourse a fermé et le commerce des valeurs mobilières a été transféré à Hambourg.

## La Seconde Guerre mondiale

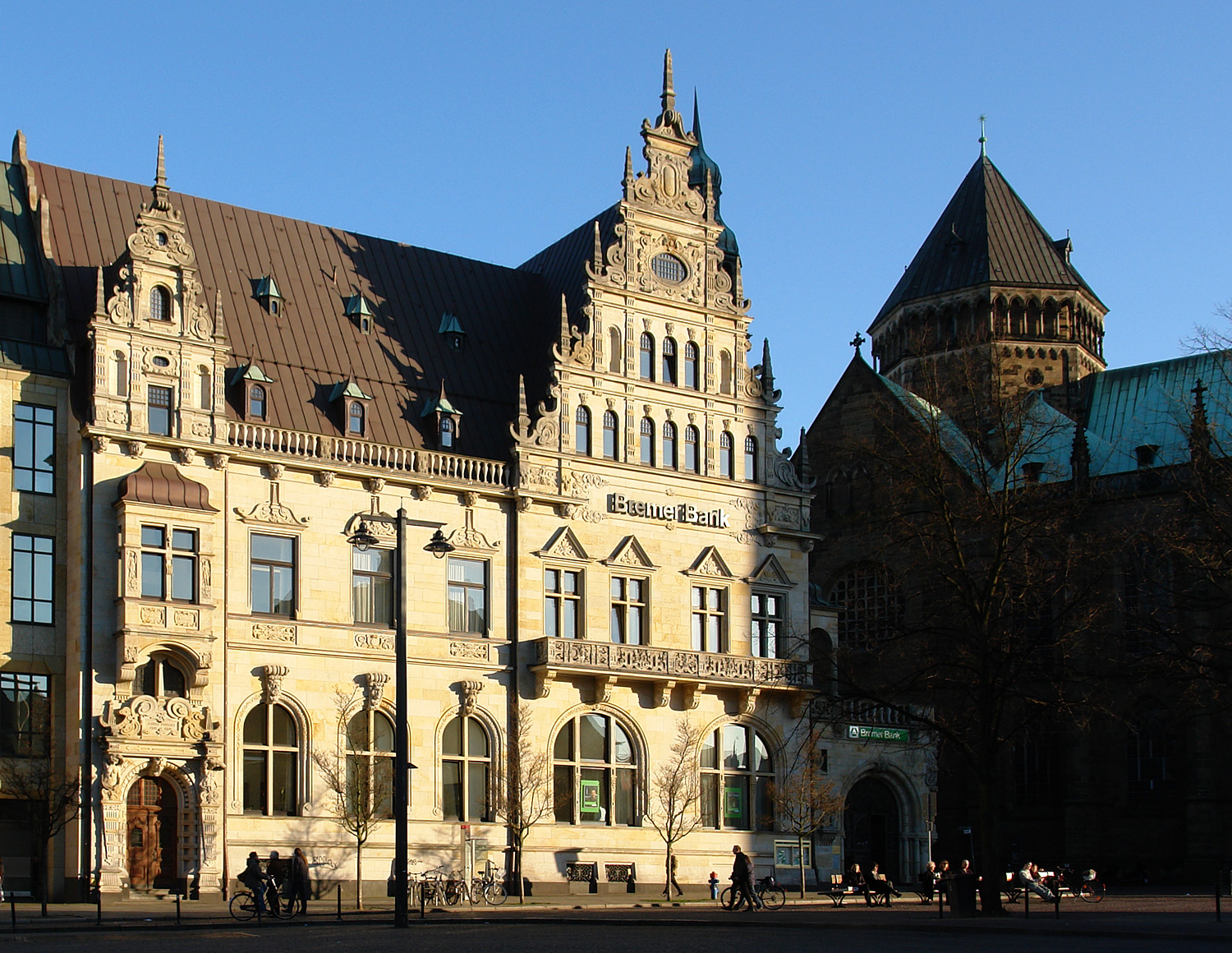
Le Bremer bâtiment de la Banque a été la maison de l'Échange entre 1980 et 1990.

Le 20 décembre 1943, le bâtiment principal de la Nouvelle Bourse a été brûlé dans un raid aérien. Seuls les bâtiments associés à l'est ont survécu. Le Brême Stock Exchange a été rouvert le 16 février 1949, avec le consentement des États-Unis, qui procédaient à l'occupation de l'Allemagne après la Seconde Guerre mondiale.
Les ruines de l'édifice principal de la Nouvelle Bourse sont restées en place pendant douze ans, jusqu'à leur démolition en 1955. Au début de 1957, la Chambre de Commerce a vendu le lot de la ville. La maison de la Bürgerschaft de Brême, conçu par Wassili Luckhardt, a été construite en 1965.
En 1980, la Bourse a été déplacée dans bâtiment de la Banque sur le Domshof. Dix ans plus tard, elle a déménagé dans le bâtiment à sur Obernstraße près de la Marktplatz, jadis occupé par la banque Schroders.
La Bourse de Brême a adopté de façon anticipée à l'utilisation des ordinateurs dans la sécurité de négociation. À partir de 1990, les opérations ont été largement soutenu par le programme BIFOS. Dans les années suivantes, d'autres programmes ont été adoptés. D'autres mesures ont été prises, en particulier pour rendre les échanges attrayant pour les prêteurs du secteur privé, telles que la réduction de la limite inférieure de négociation continue et l'expansion significative des heures de négociation. En outre, la Bourse a été active par le biais de filiales chargées de droits d'émissions de valeurs mobilières et de règlement - livraison pour des tiers, notamment dans les petits établissements de crédit et sociétés de courtage. Cet ensemble de mesures a conduit à une reprise significative de l'activité de négociation à partir de 1990.
Début 2000, la bourse à la criée a été définitivement remplacée par des ordinateurs de négociation, après quoi l'institut a déménagé, une fois de plus, sur la base de la modification des exigences en matière d'espace et s'est installé chez une trentaine de courtiers en valeurs mobilières. En 2002, il a acquis une dizaine de pour cent dans le NASDAQ Deutschland AG, en collaboration avec le NASDAQ Europe AG (50%), le Berlin de Change (10%), comdirect (7.5%), Commerzbank (7,5%) et la Dresdner Bank (15%). L'objectif était la création d'une nouvelle bourse allemande sur le modèle du NASDAQ. Toutefois, les attentes n'ont pas été respectées.
En mars 2003, la Bourse de Brême a fusionné avec celle de Berlin. En 2005, la société d'exploitation a été vendue à la Bourse Suisse, après l'échec de la joint-venture avec le NASDAQ,. Une Fondation a vu le jour en septembre 2007 en tant qu'organisation à but non lucratif de soutien de bourses d'études, de la recherche et de la culture.